# North Burlingham
North Burlingham är en by i civil parish Lingwood and Burlingham, i distriktet Broadland, i grevskapet Norfolk, i England. Byn är belägen 13 km från Norwich. Burlingham St Peter var en civil parish fram till 1935 när blev den en del av Burlingham. Civil parish hade 97 invånare år 1931. Byn nämndes i Domedagsboken (Domesday Book) år 1086, och kallades då Berlungeham.